# 크림 지방정부
크림 지방정부(러시아어: Крымское краевое правительство Krymskoe kraevoe pravitel'stvo)는 1918년과 1919년 동안 크림반도에서 2개의 연속적인 단명 정권을 언급한다.

## 역사
1917년 러시아에서 일어난 10월 혁명을 계기로 크림 타타르족이 자치 정부를 수립하고 크림 인민공화국의 독립을 선언했다. 1918년에는 볼셰비키가 크림 인민공화국을 점령했지만 독일 제국의 지원을 받은 우크라이나 인민공화국의 공세로 볼셰비키가 축출되었다. 1918년 6월 25일에 크림 지방정부가 수립되었으며 타타르족 출신인 마체이 술케비치가 총리, 내무장관, 국방장관을 겸임했다.
크림 지방정부는 독일군의 완전한 점령 상태에 있었지만 크림반도의 주민들을 대표하는 국가를 표방했고 국가 상징, 독자적인 군대, 통화를 보유했다. 또한 볼셰비키에 의해서 폐지되었던 사유 재산을 부활했다. 독일 제국은 크림반도에 독일 제국, 오스만 제국의 보호를 받는 크림 칸국의 재건을 제안했지만 실현되지는 않았다.
1918년 11월 독일 제국이 제1차 세계 대전에서 패전하면서 독일군은 철수했고 마체이 술케비치는 1918년 12월 25일을 기해 크림반도에서 철수했다. 러시아 내전이 진행 중이던 1919년 4월 2일에 적군이 크림반도를 탈환하면서 크림 지방 정부는 소멸되었다. 1919년 6월부터 1920년 11월 크림 소비에트 사회주의 공화국이 수립될 때까지는 백군이 크림반도를 점령했다.

## 같이 보기
- 분류:러시아 제국의 후신 국가
- 러시아 내전

### 내용주
1. ↑  Since the 2014 Russian annexation of Crimea the status of the Crimea and of the city of Sevastopol is under dispute between Russia and Ukraine; Ukraine and the majority of the international community considers the Crimea and Sevastopol an integral part of Ukraine, while Russia, on the other hand, considers (and administrators) the Crimea and Sevastopol an integral part of Russia.[1][2][3]

### 참조주
1. ↑  Gutterman, Steve (2014년 3월 18일). “Putin signs Crimea treaty, will not seize other Ukraine regions”. Reuters.com. 2014년 3월 26일에 확인함.
2. ↑  “Ukraine crisis timeline”. 《BBC News》. 2014년 11월 13일.
3. ↑  UN General Assembly adopts resolution affirming Ukraine's territorial integrity 보관됨 2018-03-04 - 웨이백 머신, China Central Television (28 March 2014)